# Sonja Škorić
Sonja Škorić (Pančevo, Servia, 26 de fevereiro de 1996)  é uma cantora e compositora que ganhou a seleção nacional da Sérvia para o Festival Eurovisão da Canção Júnior 2010.

## Carreira
Em 26 de setembro de 2010 ela venceu o selecção nacional sérvia para o Festival Eurovisão da Canção Júnior 2010, em Minsk com a canção "Čarobna noć". 
Škorić canta desde a idade de cinco anos, em 2002 ela ganhou o Raspevano proleće festival, entre 2003 e 2005 ela ganhou o mesmo festival em uma raia. Em abril de 2010 ela foi a representante da Sérvia no concurso San Remo Júnior na Itália.